# Бронзівка мармурова
Бронзовка мармурова (Protaetia marmorata) — жук з підродини бронзівки, родини пластинчатовусих (Scarabaeidae).

## Опис
Жук довжиною 19–27 мм. Забарвлення блискуче, чорно-бронзове, нижня сторона тіла і ноги, особливо задньогруди, з сильним зеленуватим відтінком, іноді надкрила або вся спинна поверхня також мають зеленуватий відтінок. Тіло видовжене, дещо звужене ззаду, помірно опукле. Наличник видовжено-прямокутний. Голова у великих і глибоких точках. Передньоспинка слабо поперечна, широка біля основи, звужується вперед. Покрита дрібними крапками, з боків у густих великих крапках. Щиток великий, видовжено-трикутний, з притупленою верхівкою, у дрібних крапках. Надкрила подовжені, дещо звужені до заду. Пігідій помірно опуклий. Черевце самця з поздовжньою борозенкою. 

## Личинка
Личинка велика, товста, З-подібної форми, білого кольору з бурою головою. З добре розвиненими ногами і численними поперечними складками на спинній стороні сегментів. На анальному сегменті тіла два симетричних поздовжніх ряди по 17–21 шипику в кожному. 

## Ареал
Ареал виду простягається від Атлантичного океану до Тихого. Лісова і лісостепова зони європейської території Росії, Південний Сибір, Далекий Схід. Відсутня в гірських лісах Криму і Кавказу.
Відомий з усієї території України, окрім Криму, представлений номінативним підвидом.

## Середовище проживання
Жуки мешкають у старих лісах і садах. Зустрічаються на узліссях, галявинах і в глибині лісу. Воліють переважно рівнинні ліси. В горах піднімаються на висоту 700 метрів над рівнем моря. Зустрічається нерідко, але завжди поодинці. 

## Біологія
В Україні літ жуків з кінця травня до початку серпня. В європейській частині Росії літ жуків у червні — серпні, в європейській лісостепу. Жуки зустрічаються переважно на деревах з витікаючим з тріщин кори соком (на дубах, грушах, вербах, пенатах). Набагато рідше зустрічаються на квітах плодових дерев (груші, яблуні тощо). 
Жуки відкладають яйця в старі деревні пні і дупла дуба, груші, осики, верби, липи та деяких інших порід. У більш південних частинах ареалу генерація однорічна, заляльковування відбувається навесні. У більш північних районах ареалу генерація до 2 років.

## посилання
- Мраморная бронзовка Protaetia (Liocola) marmorata (F., 1792) — фотографии О.Берлова [Архівовано 26 квітня 2017 у Wayback Machine.]
- Фотография Protaetia (Liocola) marmorata [Архівовано 13 березня 2016 у Wayback Machine.]

| Жук | Це незавершена стаття про жуків. Ви можете допомогти проєкту, виправивши або дописавши її. |